# Dumus dumosus
Dumus dumosus är en sjöpungsart som först beskrevs av Monniot 1987.  Dumus dumosus ingår i släktet Dumus och familjen Ritterellidae. Inga underarter finns listade i Catalogue of Life.